# Блумингдейл (Флорида)
Блумингдейл (англ. Bloomingdale) — статистически обособленная местность, расположенная в округе Хилсборо (штат Флорида, США) с населением в 19 839 человек по статистическим данным переписи 2000 года.

## География
По данным Бюро переписи населения США статистически обособленная местность Блумингдейл имеет общую площадь в 20,46 квадратных километров, из которых 20,2 кв. километров занимает земля и 0,26 кв. километров — вода. Площадь водных ресурсов округа составляет 1,27 % от всей его площади.
Статистически обособленная местность Блумингдейл расположена на высоте 16 м над уровнем моря.

## Демография
| Год переписи        | Нас.  |  | %±    |
| ------------------- | ----- |  | ----- |
| 1990                | 13912 |  | —     |
| 2000                | 19839 |  | 42,6% |
| 1990–2000 Источник: |       |  |       |

По данным переписи населения 2000 года в Блумингдейлe проживало 19 839 человек, 5697 семей, насчитывалось 6590 домашних хозяйств и 7250 жилых домов. Средняя плотность населения составляла около 969,65 человек на один квадратный километр. Расовый состав населённого пункта распределился следующим образом: 88,12 % белых, 6,38 % — чёрных или афроамериканцев, 0,26 % — коренных американцев, 2,24 % — азиатов, 0,07 % — выходцев с тихоокеанских островов, 1,80 % — представителей смешанных рас, 1,12 % — других народностей. Испаноговорящие составили 6,93 % от всех жителей статистически обособленной местности.
Из 6590 домашних хозяйств в 43,7 % воспитывали детей в возрасте до 18 лет, 74,2 % представляли собой совместно проживающие супружеские пары, в 10,5 % семей женщины проживали без мужей, 13,6 % не имели семей. 10,8 % от общего числа семей на момент переписи жили самостоятельно, при этом 3,3 % составили одинокие пожилые люди в возрасте 65 лет и старше. Средний размер домашнего хозяйства составил 3,03 человек, а средний размер семьи — 3,26 человек.
Население статистически обособленной местности по возрастному диапазону по данным переписи 2000 года распределилось следующим образом: 31,4 % — жители младше 18 лет, 6,2 % — между 18 и 24 годами, 31,4 % — от 25 до 44 лет, 25,4 % — от 45 до 64 лет и 5,5 % — в возрасте 65 лет и старше. Средний возраст жителей составил 36 лет. На каждые 100 женщин в Блумингдейлe приходилось 98,0 мужчин, при этом на каждые сто женщин 18 лет и старше приходилось 94,4 мужчин также старше 18 лет.
Средний доход на одно домашнее хозяйство статистически обособленной местности составил 68 911 долларов США, а средний доход на одну семью — 72 282 доллара. При этом мужчины имели средний доход в 50 217 долларов США в год против 31 727 долларов среднегодового дохода у женщин. Доход на душу населения статистически обособленной местности составил 68 911 долларов в год. 1,1 % от всего числа семей в населённом пункте и 1,7 % от всей численности населения находилось на момент переписи населения за чертой бедности, при этом 5,0 % из них были моложе 18 лет и 2,1 % — в возрасте 65 лет и старше.